# Notasterias
Genre
Notasterias est un genre d'étoiles de mer de la famille des Asteriidae. Toutes les espèces de ce genre sont endémiques de l'Antarctique.

## Liste des espèces
Selon World Register of Marine Species (23 janvier 2015) :
- Notasterias armata (Koehler, 1911)
- Notasterias bongraini (Koehler, 1912)
- Notasterias candicans (Ludwig, 1903)
- Notasterias haswelli Koehler, 1920
- Notasterias pedicellaris (Koehler, 1907)
- Notasterias stolophora Fisher, 1940

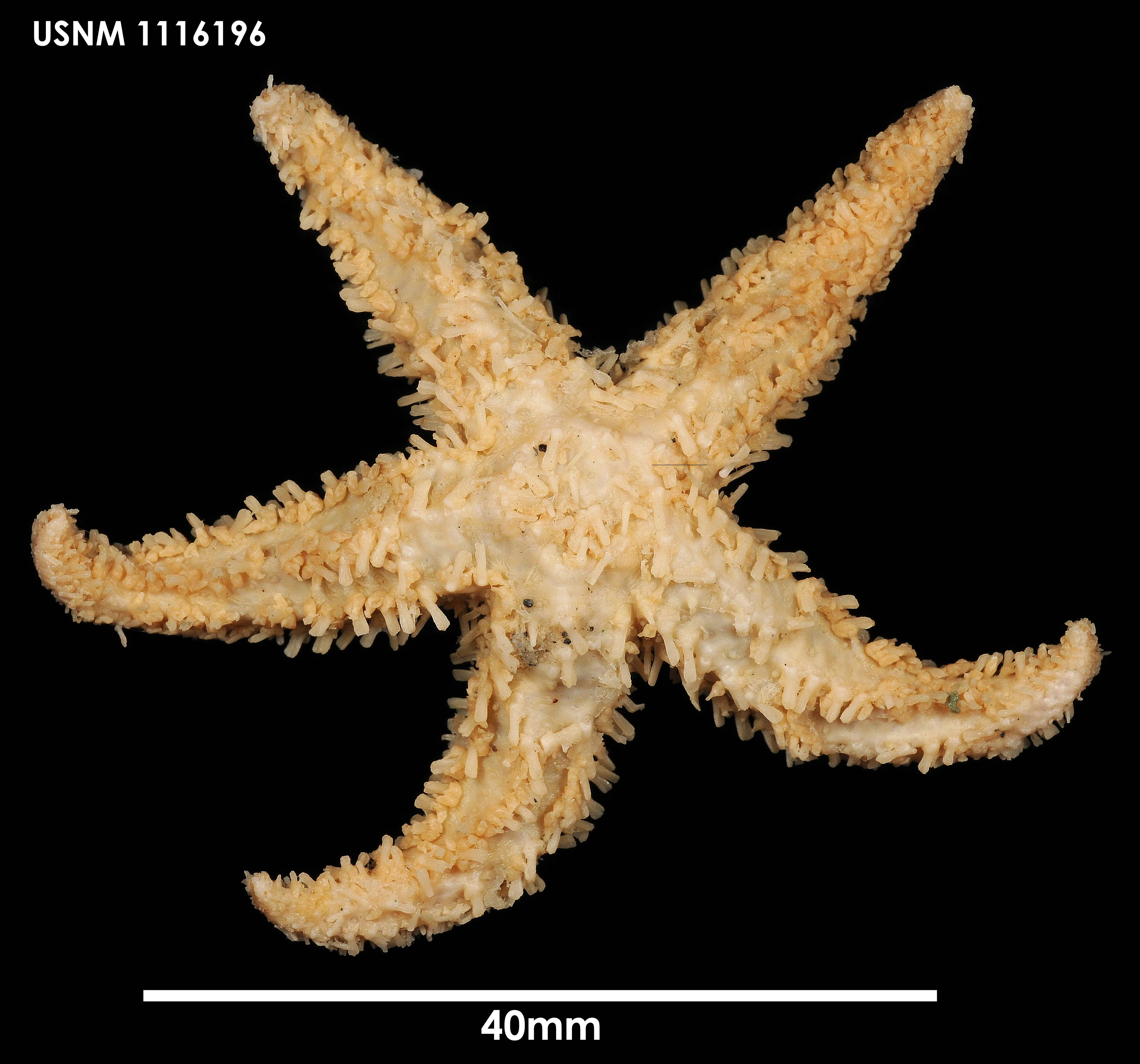
Notasterias armata (USNM).
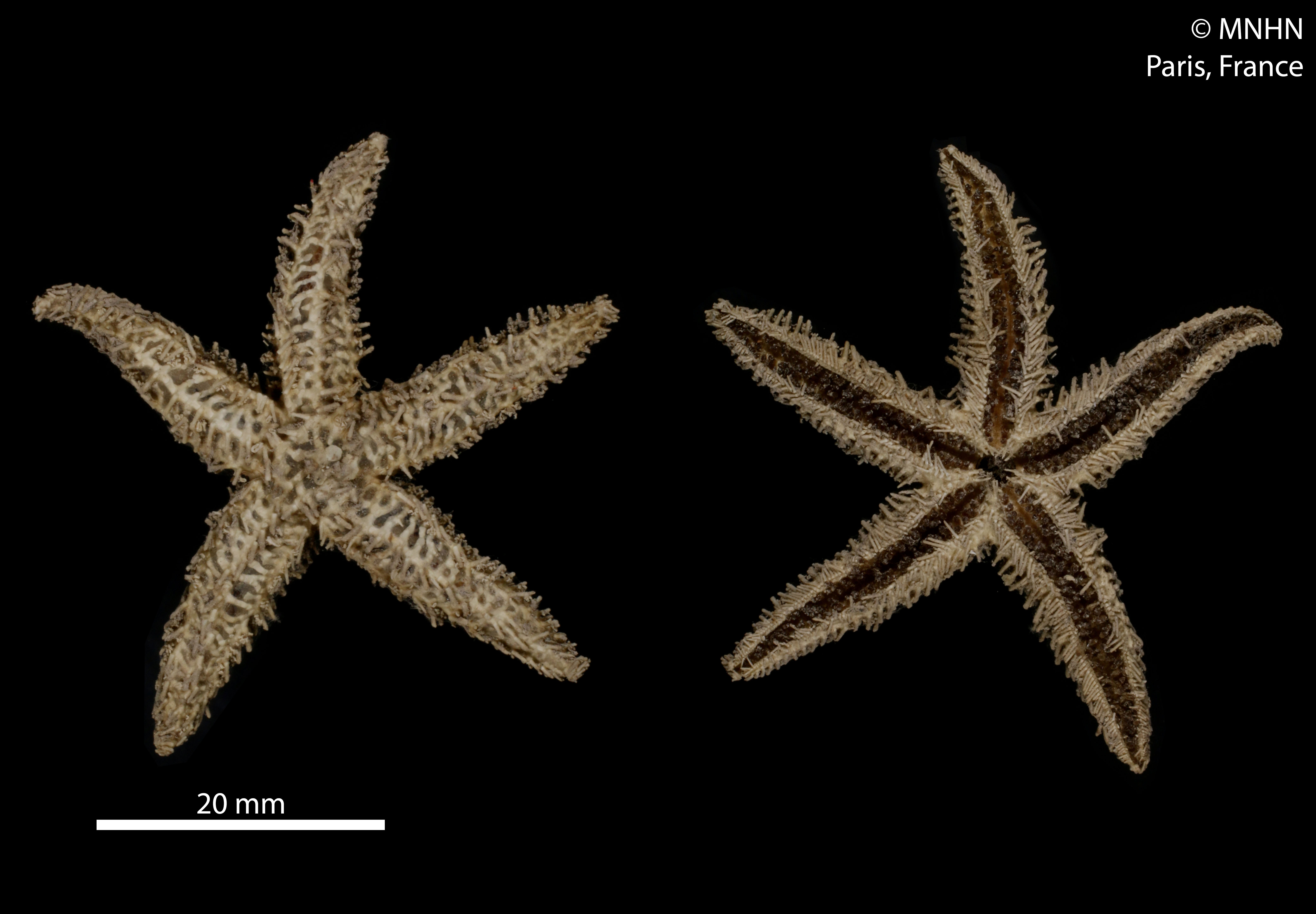
Notasterias bongraini (MNHN).
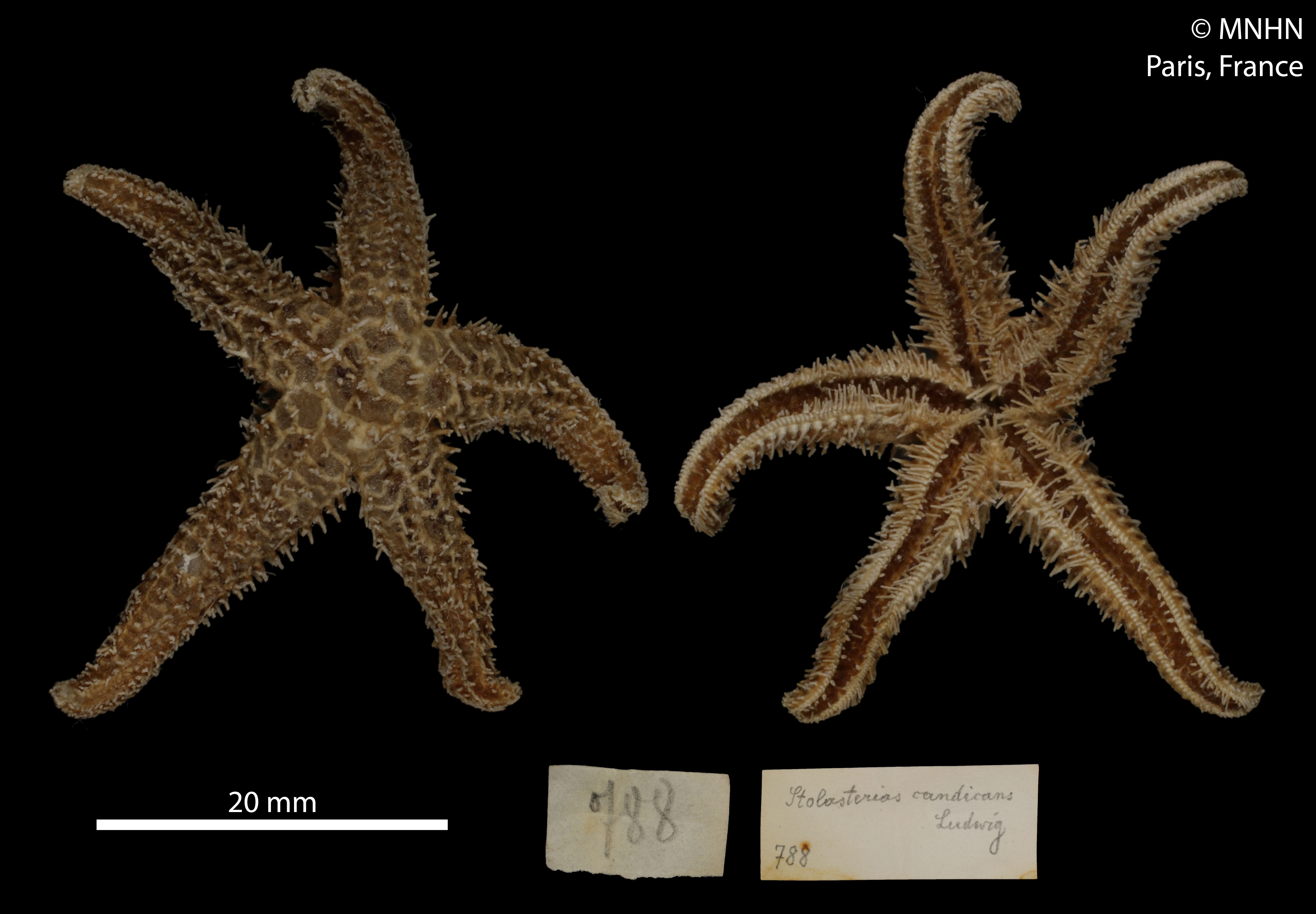
Notasterias candicans (MNHN).